# Balmorhea

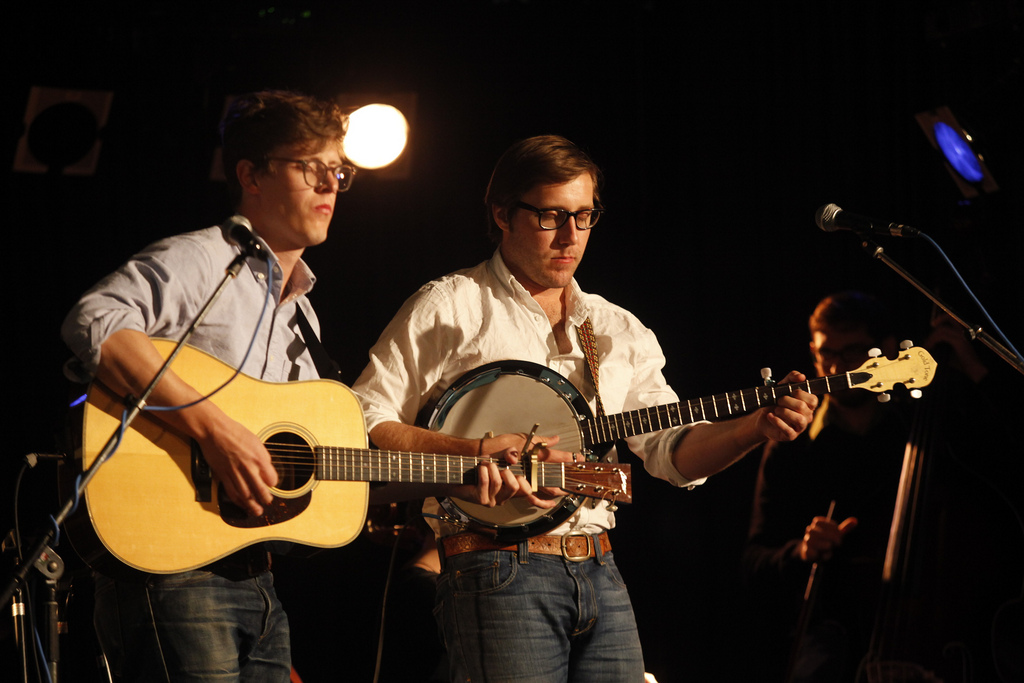
L A R: Lowe i Muller en concert amb Balmorhea el 2010

Balmorhea és un grup minimalista instrumental d'Austin, Texas, que va ser format al 2006 per Robar Lowe i Michael Muller.
Balmorhea va ser influït per William Ackerman, The Six Parts Seven, Tortoise, Rachel's, Gillian Welch, Max Richter, Arvo Pärt i John Cage.

## Discografia

### Àlbums
- Balmorhea (2007)
- Rivers Arms (2008)
- All Is Wild, All Is Silent (2009)
- Guest Room (2009)
- Constellations (2010)
- Live at Sint-Elisabethkerk (2011)
- Stranger (2012)
- Clear Language (2017)

### Remix albums
- All Is Wild, All Is Silent Remixes (2009)
- Candor / Clamor Remixes (2010)
- Clear Language Reworked (2018)